# 유피군 (관공후)
유피군(劉罷軍, ? ~ 기원전 174년)은 전한 전기의 제후로, 제도혜왕의 아들이다.

## 행적
문제 4년(기원전 175년), 관후(管侯)에 봉해졌다.
문제 6년(기원전 174년)에 죽으니 시호를 공이라 하였고, 작위는 아들 유융노가 이었다.

## 출전
- 사마천, 《사기》 권19 혜경간후자연표
- 반고, 《한서》 권15상 왕자후표 上

| 선대 (첫 봉건) | 전한의 관후 기원전 175년 5월 갑인일 ~ 기원전 174년 | 후대 아들 유융노 |